# Fossacesia

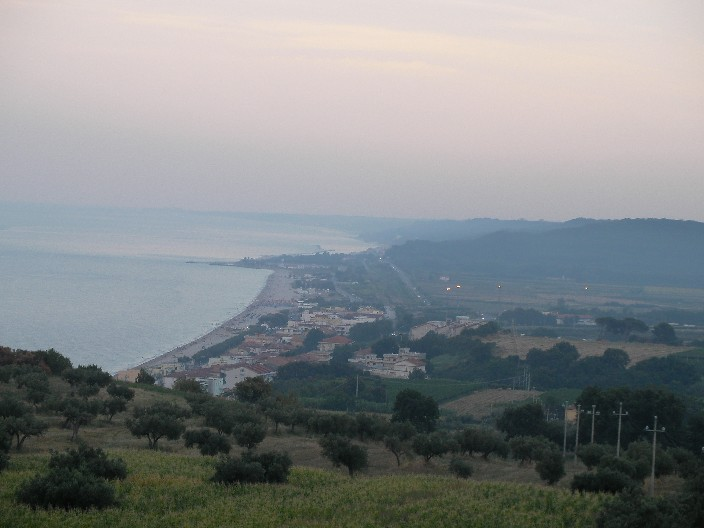

Fossacesia – miejscowość i gmina we Włoszech, w regionie Abruzja, w prowincji Chieti.
Według danych na rok 2004 gminę zamieszkiwało 5300 osób, 176,7 os./km².